# Liste des distinctions de Girls' Generation
Cet article est la liste des récompenses et des nominations de Girls' Generation.
Girls' Generation (coréen : 소녀시대, So Nyeo Shi Dae, chinois : 少女時代, shao nv shi dai) ou SNSD, est un girl group sud-coréen formé par SM Entertainment en 2007. Il est composé aujourd'hui de huit jeunes filles : Taeyeon, Tiffany, Sunny, Hyoyeon, Yuri, Sooyoung, Yoona et Seohyun.
Les distinctions mentionnées dans cet articles ne concernent que les récompenses reçus par le groupe entier (donc absences des prix remportés par Girls' Generation-TTS, et ceux remportés en solos).

## En Corée du Sud

### Asia Artist Awards
| Année | Catégorie                     | Travail nommé     | Résultat   |
| ----- | ----------------------------- | ----------------- | ---------- |
| 2016  | Most Popular Artists (Singer) | Girls' Generation | Nomination |

### Gallup Korea
| Année | Catégorie          | Travail nommé     | Résultat |
| ----- | ------------------ | ----------------- | -------- |
| 2010  | Singer of the Year | Girls' Generation | Lauréat  |

### Hanteo
| Année | Catégorie    | Travail nommé     | Résultat |
| ----- | ------------ | ----------------- | -------- |
| 2010  | Singer Award | Girls' Generation | Lauréat  |

### Monkey3 Chart
| Année | Catégorie             | Travail nommé | Résultat |
| ----- | --------------------- | ------------- | -------- |
| 2010  | Best Song of the Year | "Oh!"         | Lauréat  |

### Sports Korea Awards
| Année | Catégorie          | Travail nommé     | Résultat |
| ----- | ------------------ | ----------------- | -------- |
| 2010  | Star of the Year   | Girls' Generation | Lauréat  |
| 2010  | Singer of the Year | Girls' Generation | Lauréat  |

### Cyworld Digital Music Awards
| Année | Catégorie                   | Travail nommé        | Résultat |
| ----- | --------------------------- | -------------------- | -------- |
| 2007  | Rookie of the Month — Août  | "Into the New World" | Lauréat  |
| 2009  | Song of the Month — Janvier | "Gee"                | Lauréat  |

### Golden Disk Awards
| Année | Catégorie               | Travail nommé     | Résultat   |
| ----- | ----------------------- | ----------------- | ---------- |
| 2007  | Popularity Award        | Girls' Generation | Lauréat    |
| 2007  | Rookie Award            | Girls' Generation | Lauréat    |
| 2009  | Digital Daesang Award,  | "Gee"             | Lauréat    |
| 2009  | Digital Bonsang Award,  | "Gee"             | Lauréat    |
| 2009  | Popularity Award        | Girls' Generation | Nomination |
| 2010  | Popularity Award        | Girls' Generation | Lauréat    |
| 2010  | Disk Bonsang Award      | Oh!               | Lauréat    |
| 2010  | Disk Daesang Award      | Oh!               | Lauréat    |
| 2012  | Digital Bonsang Award   | The Boys          | Lauréat    |
| 2012  | Digital Daesang Award   | The Boys          | Lauréat    |
| 2012  | Popularity Award        | Girls' Generation | Nomination |
| 2014  | Disk Bonsang Award      | I Got a Boy       | Lauréat    |
| 2014  | Popularity Award        | I Got a Boy       | Lauréat    |
| 2014  | Disk Bonsang Award      | I Got a Boy       | Nomination |
| 2015  | Digital Bonsang Award   | "Mr.Mr."          | Nomination |
| 2015  | Disk Bonsang Award      | Mr.Mr.            | Lauréat    |
| 2015  | Popularity Award,       | Girls' Generation | Lauréat    |
| 2016  | Popularity Award        | Girls' Generation | Nomination |
| 2016  | Global Popularity Award | Girls' Generation | Nomination |
| 2016  | Disk Bonsang Award      | Lion Heart        | Nomination |
| 2016  | Digital Bonsang Award   | Lion Heart        | Lauréat    |
| 2018  | Disk Bonsang Award      | Holiday Night     | Lauréat    |
| 2018  | Popularity Award        | Girls' Generation | Nomination |
| 2018  | Genie Popularity Award  | Girls' Generation | Nomination |

### MelOn Music Awards
| Année | Catégorie                    | Travail nommé     | Résultat   |
| ----- | ---------------------------- | ----------------- | ---------- |
| 2009  | 2009 Top 10                  | Girls' Generation | Lauréat    |
| 2009  | 2009 Artist Of The Year      | Girls' Generation | Lauréat    |
| 2009  | 2009 Smart Radio             | Girls' Generation | Lauréat    |
| 2009  | 2009 Mobile Music            | Girls' Generation | Lauréat    |
| 2009  | 2009 Star                    | Girls' Generation | Nomination |
| 2009  | 2009 MANIA                   | Girls' Generation | Nomination |
| 2009  | 2009 Song Of The Year        | "Gee"             | Lauréat    |
| 2009  | 2009 Odyssey                 | "Gee"             | Lauréat    |
| 2010  | 2010 Top 10                  | Girls' Generation | Lauréat    |
| 2010  | 2010 Artist of the Year      | Girls' Generation | Lauréat    |
| 2010  | 2010 Best Dressed Singer     | Girls' Generation | Lauréat    |
| 2010  | 2010 Album of the Year       | Oh!               | Nomination |
| 2010  | 2010 Song of the Year        | "Oh!"             | Nomination |
| 2010  | 2010 Netizen's Popular Song  | "Oh!"             | Nomination |
| 2010  | 2010 Music Video of the Year | "Oh!"             | Nomination |
| 2010  | 2010 Song of the Year        | "Run Devil Run"   | Nomination |
| 2010  | 2010 Netizen's Popular Song  | "Run Devil Run"   | Nomination |
| 2010  | 2010 Netizen's Popular Song  | "Hoot"            | Nomination |
| 2010  | 2010 Hot Trend               | "Hoot"            | Lauréat    |
| 2011  | Global Artist                | Girls' Generation | Lauréat    |
| 2011  | Netizen Popularity Battle    | "The Boys"        | Nomination |
| 2013  | Top 10 Artist Winners        | Girls' Generation | Nomination |
| 2013  | Netizen Popularity           | Girls' Generation | Nomination |
| 2013  | Best Global Artist           | Girls' Generation | Nomination |
| 2015  | Top 10 Artists               | Girls' Generation | Lauréat    |
| 2015  | 2015 Artist of the Year      | Girls' Generation | Nomination |

### Seoul Music Awards
| Année | Catégorie                    | Travail nommé     | Résultat   |
| ----- | ---------------------------- | ----------------- | ---------- |
| 2007  | Best Newcomer Award          | Girls' Generation | Lauréat    |
| 2007  | High1 Music Award            | Girls' Generation | Lauréat    |
| 2007  | Popularity Award             | Girls' Generation | Lauréat    |
| 2009  | Bonsang Award                | "Gee"             | Lauréat    |
| 2009  | Daesang Award                | "Gee"             | Lauréat    |
| 2009  | Digital Music Award          | "Gee"             | Lauréat    |
| 2009  | Popularity Award             | "Gee"             | Lauréat    |
| 2010  | Bonsang Award                | Oh!               | Lauréat    |
| 2010  | Daesang Award                | Oh!               | Lauréat    |
| 2010  | Best Digital Sound Source    | Oh!               | Lauréat    |
| 2010  | The Korea wave special award | Oh!               | Lauréat    |
| 2011  | Hallyu Special Award         | The Boys          | Nomination |
| 2011  | Daesang Award                | The Boys          | Nomination |
| 2011  | Popularity Award             | The Boys          | Lauréat    |
| 2011  | Bonsang Award,               | The Boys          | Lauréat    |
| 2013  | Bonsang Award                | I Got a Boy       | Lauréat    |
| 2013  | Popularity Award             | I Got a Boy       | Nomination |

### Annual Korean Entertainment Arts Awards
| Année | Catégorie             | Travail nommé     | Résultat |
| ----- | --------------------- | ----------------- | -------- |
| 2007  | Best New Female Group | Girls' Generation | Lauréat  |
| 2008  | Best Female Group     | Girls' Generation | Lauréat  |
| 2010  | Best Female Group     | Girls' Generation | Lauréat  |

### Korean Music Awards
| Année | Catégorie                               | Travail nommé     | Résultat |
| ----- | --------------------------------------- | ----------------- | -------- |
| 2010  | Song Of The Year                        | "Gee"             | Lauréat  |
| 2010  | Group Musician of the Year Netizen Vote | Girls' Generation | Lauréat  |

### Mnet Asian Music Awards(MAMA)
| Année | Catégorie                             | Travail nommé        | Résultat   |
| ----- | ------------------------------------- | -------------------- | ---------- |
| 2007  | Best New Female Group                 | "Into the New World" | Nomination |
| 2008  | Best Female Group                     | "Kissing You",       | Nomination |
| 2008  | Best Dance Performance                | "Kissing You",       | Nomination |
| 2008  | Auction Style Award                   | Girls' Generation    | Nomination |
| 2008  | Auction Netizen Popularity Award      | Girls' Generation    | Nomination |
| 2008  | Auction Mobile Popularity Award       | Girls' Generation    | Nomination |
| 2009  | Best Female Group                     | "Gee"                | Nomination |
| 2009  | Best Dance Performance                | "Gee"                | Nomination |
| 2009  | CGV Popularity Award                  | Girls' Generation    | Nomination |
| 2009  | Mobile Popularity Award               | Girls' Generation    | Nomination |
| 2009  | Overseas Viewers' Award               | Girls' Generation    | Nomination |
| 2010  | Female Group Award                    | Girls' Generation    | Nomination |
| 2010  | The Shilla Duty Free Asian Wave Award | Girls' Generation    | Nomination |
| 2010  | Artist of the Year                    | Girls' Generation    | Nomination |
| 2011  | Best Dance Performance – Female Group | Girls' Generation    | Nomination |
| 2011  | Best Female Group                     | Girls' Generation    | Lauréat    |
| 2011  | Artist of the Year                    | Girls' Generation    | Lauréat    |
| 2011  | Song Of The Year                      | "The Boys"           | Nomination |
| 2011  | Album Of The Year                     | "The Boys"           | Nomination |
| 2013  | Best Female Group                     | Girls' Generation    | Lauréat    |
| 2013  | Artist of the Year                    | Girls' Generation    | Nomination |
| 2013  | Best Dance Performance – Female Group | Girls' Generation    | Nomination |
| 2013  | Song Of The Year                      | "I Got a Boy"        | Nomination |
| 2014  | Best Female Group                     | Girls' Generation    | Nomination |
| 2014  | Artist of the Year                    | Girls' Generation    | Nomination |
| 2015  | Best Female Group                     | Girls' Generation    | Lauréat    |
| 2015  | Artist of the Year                    | Girls' Generation    | Lauréat    |
| 2017  | Best Dance Performance – Female Group | Girls' Generation    | Nomination |
| 2017  | Song Of The Year                      | Holiday              | Nomination |

### Mnet 20's Choice Awards
| Année | Catégorie            | Travail nommé                                | Résultat   |
| ----- | -------------------- | -------------------------------------------- | ---------- |
| 2008  | Hot Sweet Music      | "Kissing You"                                | Lauréat    |
| 2008  | Hot Online Song      | "Kissing You"                                | Nomination |
| 2009  | Hot Girl Group Style | Marine Look From "Tell Me Your Wish (Genie)" | Nomination |
| 2009  | Hot Girl Group Style | Hot Pants From "Tell Me Your Wish (Genie)"   | Nomination |
| 2009  | Hot Online Song      | "Gee"                                        | Nomination |
| 2009  | Hot Performance      | Girls' Generation                            | Nomination |
| 2011  | Hot Hallyu Star      | Girls' Generation                            | Nomination |
| 2012  | Hot Global Star      | Girls' Generation                            | Nomination |
| 2012  | Album of the Year    | The Boys                                     | Nomination |
| 2012  | Oricon Hallyu Singer | Girls' Generation                            | Nomination |
| 2013  | Hot Performance      | Girls' Generation                            | Nomination |
| 2013  | Hot Online Music     | "I Got a Boy"                                | Nomination |

### Gaon Chart Music Awards
| Année | Catégorie                              | Travail nommé     | Résultat   |
| ----- | -------------------------------------- | ----------------- | ---------- |
| 2012  | Album of the Year (4th quarter)        | The Boys          | Lauréat    |
| 2012  | Oricon Hallyu Singer                   | Girls' Generation | Lauréat    |
| 2014  | Album of the Year (1st Quarter)        | I Got a Boy       | Lauréat    |
| 2014  | Song of the Year (Janvier)             | I Got a Boy       | Lauréat    |
| 2015  | Song of the Year (Juillet)             | Party             | Nomination |
| 2015  | Song of the Year (Septembre)           | Lion Heart        | Nomination |
| 2015  | Album of the Year (Troisième semestre) | Lion Heart        | Nomination |

### KBS Music Festival
| Année | Catégorie        | Travail nommé | Résultat   |
| ----- | ---------------- | ------------- | ---------- |
| 2009  | Song of the Year | "Gee"         | Nomination |
| 2010  | Song of the Year | "Oh!"         | Lauréat    |

### Asia Song Festival
| Année | Catégorie                   | Travail nommé     | Résultat |
| ----- | --------------------------- | ----------------- | -------- |
| 2008  | The Best Asian Artist Award | Girls' Generation | Lauréat  |
| 2009  | Asian Best Group            | Girls' Generation | Lauréat  |
| 2011  | Asian Best Group            | Girls' Generation | Lauréat  |

### Yahoo!Asian Buzz Awards
| Année | Catégorie                              | Travail nommé       | Résultat   |
| ----- | -------------------------------------- | ------------------- | ---------- |
| 2009  | Top Buzz Star:Female Singer Category , | Girls' Generation   | Lauréat    |
| 2010  | Top Buzz Star:Female Singer Category , | Girls' Generation   | Lauréat    |
| 2010  | Top Buzz Music Video                   | "Run Devil Run M/V" | Nomination |
| 2010  | Top Buzz Music Video                   | "Gee M/V"           | Nomination |
| 2010  | Top Buzz Music Video                   | "Oh! M/V"           | Lauréat    |

### SBS MTVBest of the Best
| Année | Catégorie       | Travail nommé     | Résultat |
| ----- | --------------- | ----------------- | -------- |
| 2011  | Best Girl Group | Girls' Generation | Lauréat  |

### Nickelodeon Korea Kids' Choice Awards
| Année | Catégorie              | Travail nommé     | Résultat   |
| ----- | ---------------------- | ----------------- | ---------- |
| 2009  | Favorite Female Singer | Girls' Generation | Lauréat    |
| 2010  | Favorite Female Singer | Girls' Generation | Lauréat    |
| 2011  | Favorite Female Singer | Girls' Generation | Nomination |
| 2012  | Favorite Female Singer | Girls' Generation | Nomination |
| 2013  | Favorite Female Singer | Girls' Generation | Lauréat    |

### MTV The Show
| Année | Catégorie          | Travail nommé     | Résultat |
| ----- | ------------------ | ----------------- | -------- |
| 2014  | Best of World Star | Girls' Generation | Lauréat  |

### Bugs Music Awards
| Année | Catégorie               | Travail nommé     | Résultat |
| ----- | ----------------------- | ----------------- | -------- |
| 2010  | Artist of the Year      | Girls' Generation | Lauréat  |
| 2010  | Song of the Year        | "Oh!"             | Lauréat  |
| 2010  | Music Video of the Year | "Oh!"             | Lauréat  |

### Dosirak Music Awards
| Année | Catégorie          | Travail nommé     | Résultat |
| ----- | ------------------ | ----------------- | -------- |
| 2010  | Artist of the Year | Girls' Generation | Lauréat  |

### Soribada Music Awards
| Année | Catégorie          | Travail nommé     | Résultat |
| ----- | ------------------ | ----------------- | -------- |
| 2010  | Artist of the Year | Girls' Generation | Lauréat  |

## À l'international

### Myx Music Award
| Année | Catégorie            | Travail nommé   | Résultat   |
| ----- | -------------------- | --------------- | ---------- |
| 2011  | Favorite K-Pop Video | "Run Devil Run" | Nomination |
| 2012  | Favorite K-Pop Video | "The Boys"      | Nomination |
| 2014  | Favorite K-Pop Video | "I Got a Boy"   | Nomination |
| 2015  | Favorite K-Pop Video | "Mr.Mr."        | Nomination |

### World Music Awards
| Année | Catégorie             | Travail nommé     | Résultat   |
| ----- | --------------------- | ----------------- | ---------- |
| 2013  | World's Best Group    | Girls' Generation | Nomination |
| 2013  | World's Best Live Act | Girls' Generation | Nomination |
| 2014  | World's Best Group    | Girls' Generation | Nomination |
| 2014  | World's Best Live Act | Girls' Generation | Nomination |
| 2014  | World's Best Album    | Mr.Mr.            | Nomination |

### YouTube Music Awards
| Année | Catégorie         | Travail nommé | Résultat |
| ----- | ----------------- | ------------- | -------- |
| 2013  | Video of the Year | "I Got a Boy" | Lauréat  |

### Huading Awards
| Année | Catégorie              | Travail nommé     | Résultat |
| ----- | ---------------------- | ----------------- | -------- |
| 2013  | Best Global Idol Group | Girls' Generation | Lauréat  |

### BIGLOBE
| Année | Catégorie         | Travail nommé | Résultat |
| ----- | ----------------- | ------------- | -------- |
| 2010  | Best Single Award | "Gee"         | Lauréat  |

### Japan Gold Disc Award
| Année | Catégorie                           | Travail nommé                       | Résultat |
| ----- | ----------------------------------- | ----------------------------------- | -------- |
| 2011  | The Best 5 New Artists (Domestic)   | Girls' Generation                   | Lauréat  |
| 2011  | New Artist of the Year (Domestic)   | Girls' Generation                   | Lauréat  |
| 2012  | Album of the Year (Asia)            | Girls' Generation                   | Lauréat  |
| 2012  | Best 3 Albums (Asia)                | Girls' Generation                   | Lauréat  |
| 2013  | Song of the Year by Download (Asia) | "Paparazzi"                         | Lauréat  |
| 2013  | Best Music Video (Asia)             | The 1st Japan Tour DVD              | Lauréat  |
| 2014  | Best 3 Albums (Asia)                | Girls' Generation II: Girls & Peace | Lauréat  |
| 2014  | Best 3 Albums (Asia)                | Love & Peace                        | Lauréat  |
| 2015  | Song of the Year by Download (Asia) | "Indestructible"                    | Lauréat  |
| 2015  | Best 3 Albums (Asia)                | The Best                            | Lauréat  |

### Japan Record Award
| Année | Catégorie       | Travail nommé | Résultat   |
| ----- | --------------- | ------------- | ---------- |
| 2010  | New Artist      | "Gee"         | Lauréat    |
| 2010  | Best New Artist | "Gee"         | Nomination |

### BillboardJapan Music Awards
| Année | Catégorie                 | Travail nommé     | Résultat   |
| ----- | ------------------------- | ----------------- | ---------- |
| 2010  | Excellent Pop Artist 2010 | Girls' Generation | Nomination |
| 2012  | Top Pop Artist 2012       | Girls' Generation | Nomination |

### Space Shower Music Video Awards
| Année | Catégorie            | Travail nommé | Résultat |
| ----- | -------------------- | ------------- | -------- |
| 2011  | Best Pop Music Video | "Genie"       | Lauréat  |

### MTV Video Music Awards Japan
| Année | Catégorie          | Travail nommé     | Résultat   |
| ----- | ------------------ | ----------------- | ---------- |
| 2011  | Best Group Video   | "Genie"           | Lauréat    |
| 2011  | Video Of The Year  | "Genie"           | Nomination |
| 2011  | Best Karaoke! Song | "Genie"           | Lauréat    |
| 2012  | Video of the Year  | "Mr. Taxi"        | Nomination |
| 2012  | Album Of The Year  | Girls' Generation | Lauréat    |

### Teen Choice Awards
| Année | Catégorie                   | Travail nommé     | Résultat   |
| ----- | --------------------------- | ----------------- | ---------- |
| 2015  | Choice International Artist | Girls' Generation | Nomination |
| 2016  | Choice International Artist | Girls' Generation | Nomination |

## Autres récompenses
| Année                                        | Titre                                          | Travail nommé                  | Résultat   |
| -------------------------------------------- | ---------------------------------------------- | ------------------------------ | ---------- |
| Incheon Culture Day Ceremony                 |                                                |                                |            |
| 2009                                         | Young Artist Award                             | Girls' Generation              | Lauréat    |
| 17th Korean Cultural Entertainment Awards    |                                                |                                |            |
| 2009                                         | Artist Daesang                                 | Girls' Generation              | Lauréat    |
| 2009                                         | Teen Musical Artist Award                      | Girls' Generation              | Lauréat    |
| 4th Korean Cable TV Awards                   |                                                |                                |            |
| 2009                                         | Best Picture for Variety                       | Girls' Generation's Hello Baby | Lauréat    |
| 2009 MBC Entertainment Awards                |                                                |                                |            |
| 2009                                         | Special Award (Best Singer)                    | Girls' Generation              | Lauréat    |
| Korean Ministry of Culture and Tourism       |                                                |                                |            |
| 2010                                         | Content Industry Award (Special Honor)         | Girls' Generation              | Lauréat    |
| 22nd Korea PD Awards                         |                                                |                                |            |
| 2010                                         | Singer Award                                   | Girls' Generation              | Lauréat    |
| 37th Korean Broadcasting Awards              |                                                |                                |            |
| 2010                                         | Best Singer Award                              | Girls' Generation              | Lauréat    |
| 2010 Korea Advertising Awards                |                                                |                                |            |
| 2010                                         | Best Advertising Models Award                  | Girls' Generation              | Lauréat    |
| The 26th Annual Korea Best Dresser           |                                                |                                |            |
| 2010                                         | Best Singer Dresser                            | Girls' Generation              | Lauréat    |
| 2nd Korean Wave Industry Award               |                                                |                                |            |
| 2010                                         | Pop Culture Award                              | Girls' Generation              | Lauréat    |
| 2010 Proud Korean Awards                     |                                                |                                |            |
| 2010                                         | Art Category                                   | Girls' Generation              | Lauréat    |
| BIGLOBE Music Awards                         |                                                |                                |            |
| 2010                                         | Best Single                                    | Gee                            | Lauréat    |
| Taiwan KKBOX Awards                          |                                                |                                |            |
| 2011                                         | Album Of The Year                              | Run Devil Run                  | Lauréat    |
| The 1st Brazil's J-Station Music Awards      |                                                |                                |            |
| 2011                                         | Best Korean Artist                             | Girls' Generation              | Lauréat    |
| 2010 Daum Life On Awards                     |                                                |                                |            |
| 2011                                         | Music Video of the Year                        | Oh!                            | Lauréat    |
| 6th Asia Model Festival Awards               |                                                |                                |            |
| 2011                                         | Asia Star Award                                | Girls' Generation              | Lauréat    |
| 2nd Korea Republic Seoul Cultural Art Awards |                                                |                                |            |
| 2011                                         | Pop Music Award                                | Girls' Generation              | Lauréat    |
| Style Icon Awards                            |                                                |                                |            |
| 2011                                         | Bonsang Award                                  | Girls' Generation              | Lauréat    |
| Korean Popular Culture and Arts Awards       |                                                |                                |            |
| 2011                                         | Prime Minister's Award                         | Girls' Generation              | Lauréat    |
| iTunes Rewind 2011                           |                                                |                                |            |
| 2011                                         | Best New Artist                                | Girls' Generation              | Lauréat    |
| 19th Korean Cultural Entertainment Awards    |                                                |                                |            |
| 2011                                         | Hallyu Grand Award                             | Girls' Generation              | Lauréat    |
| Singapore E-Awards                           |                                                |                                |            |
| 2012                                         | Most Popular Korean Artist                     | Girls' Generation              | Nomination |
| 23rd Japan Best Jewellery Wearer Awards      |                                                |                                |            |
| 2012                                         | Special Award for Female Category: Singer      | Girls' Generation              | Lauréat    |
| 7th SEED Awards                              |                                                |                                |            |
| 2012                                         | The Most Popular Asian Artist                  | Girls' Generation              | Lauréat    |
| 30th Best Jeanist Award                      |                                                |                                |            |
| 2013                                         | Best Jeanist                                   | Girls' Generation              | Lauréat    |
| 10th Huading Award                           |                                                |                                |            |
| 2013                                         | Best Global Idol Group                         | Girls' Generation              | Lauréat    |
| iF Design Award                              |                                                |                                |            |
| 2014                                         | Packaging Design                               | The Boys                       | Lauréat    |
| iF Design Award                              |                                                |                                |            |
| 2014                                         | Packaging Design                               | I Got a Boy                    | Lauréat    |
| Red Dot Design Award                         |                                                |                                |            |
| 2014                                         | Communication Design Award Package             | The Boys                       | Lauréat    |
| Style Icon Awards                            |                                                |                                |            |
| 2014                                         | Style Icon                                     | Girls' Generation              | Lauréat    |
| Latin Music Italian Awards                   |                                                |                                |            |
| 2014                                         | Best International Female Artist of the Year   | Girls' Generation              | Lauréat    |
| Latin Music Italian Awards                   |                                                |                                |            |
| 2015                                         | Best International Artist or Group of the Year | Girls' Generation              | Lauréat    |
| iQiYi All-Star Carnival                      |                                                |                                |            |
| 2015                                         | Best Asian Group                               | Girls' Generation              | Lauréat    |
| MBC Gayo Artist Awards                       |                                                |                                |            |
| 2015                                         | Hunan TV Most Popular Artist Award             | Girls' Generation              | Lauréat    |
| Style Icon Asia                              |                                                |                                |            |
| 2016                                         | Style Icon                                     | Girls' Generation              | Lauréat    |
| 2016                                         | Asia Digital Star                              | Girls' Generation              | Lauréat    |

## Programmes de classements musicaux

### Inkigayo
| Année | Date         | Chanson                     |
| ----- | ------------ | --------------------------- |
| 2007  | 25 novembre  | "Girls' Generation"         |
| 2007  | 2 décembre   | "Girls' Generation"         |
| 2008  | 3 février    | "Kissing You"               |
| 2008  | 17 février   | "Kissing You"               |
| 2009  | 18 janvier   | "Gee"                       |
| 2009  | 1er février  | "Gee"                       |
| 2009  | 8 fevrier    | "Gee"                       |
| 2009  | 12 juillet   | "Tell Me Your Wish (Genie)" |
| 2009  | 19 juillet   | "Tell Me Your Wish (Genie)" |
| 2010  | 14 février   | "Oh!"                       |
| 2010  | 21 février   | "Oh!"                       |
| 2010  | 28 février   | "Oh!"                       |
| 2010  | 4 avril      | "Run Devil Run"             |
| 2010  | 11 avril     | "Run Devil Run"             |
| 2010  | 7 novembre   | "Hoot"                      |
| 2010  | 21 novembre  | "Hoot"                      |
| 2010  | 28 novembre  | "Hoot"                      |
| 2011  | 30 octobre   | "The Boys"                  |
| 2011  | 6 novembre   | "The Boys"                  |
| 2011  | 13 novembre  | "The Boys"                  |
| 2014  | 9 mars       | "Mr.Mr.",                   |
| 2014  | 23 mars      | "Mr.Mr.",                   |
| 2015  | 19 juillet   | "Party",                    |
| 2015  | 26 juillet   | "Party",                    |
| 2015  | 30 août      | "Lion Heart"                |
| 2015  | 6 septembre  | "Lion Heart"                |
| 2015  | 13 septembre | "Lion Heart"                |

### M! Countdown
| Année | Date         | Chanson              |
| ----- | ------------ | -------------------- |
| 2007  | 11 octobre   | "Into the New World" |
| 2007  | 6 décembre   | "Girls' Generation"  |
| 2007  | 20 décembre  | "Girls' Generation"  |
| 2008  | 14 février   | "Kissing You"        |
| 2008  | 28 février   | "Kissing You"        |
| 2008  | 10 avril     | "Baby Baby"          |
| 2011  | 27 octobre   | "The Boys"           |
| 2011  | 3 novembre   | "The Boys"           |
| 2011  | 10 novembre  | "The Boys"           |
| 2013  | 10 janvier   | "I Got a Boy"        |
| 2013  | 17 janvier   | "I Got a Boy"        |
| 2013  | 24 janvier   | "I Got a Boy"        |
| 2014  | 6 mars       | "Mr.Mr.",            |
| 2014  | 13 mars      | "Mr.Mr.",            |
| 2015  | 16 juillet   | "Party"              |
| 2015  | 27 août      | "Lion Heart"         |
| 2015  | 3 septembre  | "Lion Heart"         |
| 2015  | 10 septembre | "Lion Heart"         |

### Mnet Music Triangle
| Année | Date                      | Chanson       |
| ----- | ------------------------- | ------------- |
| 2013  | 9 janvier (dance chart)   | "I Got a Boy" |
| 2013  | 9 janvier (overall chart) | "I Got a Boy" |

### Music Bank
| Année | Date         | Chanson                     |
| ----- | ------------ | --------------------------- |
| 2008  | 29 février   | "Kissing You"               |
| 2009  | 16 janvier   | "Gee"                       |
| 2009  | 23 janvier   | "Gee"                       |
| 2009  | 30 janvier   | "Gee"                       |
| 2009  | 6 février    | "Gee"                       |
| 2009  | 13 février   | "Gee"                       |
| 2009  | 20 février   | "Gee"                       |
| 2009  | 27 février   | "Gee"                       |
| 2009  | 6 mars       | "Gee"                       |
| 2009  | 13 mars      | "Gee"                       |
| 2009  | 26 juin      | "Gee"                       |
| 2009  | 25 décembre  | "Gee"                       |
| 2009  | 10 juillet   | "Tell Me Your Wish (Genie)" |
| 2010  | 5 février    | "Oh!"                       |
| 2010  | 12 février   | "Oh!"                       |
| 2010  | 19 février   | "Oh!"                       |
| 2010  | 26 février   | "Oh!"                       |
| 2010  | 5 mars       | "Oh!"                       |
| 2010  | 25 juin      | "Oh!"                       |
| 2010  | 17 décembre  | "Oh!"                       |
| 2010  | 2 avril      | "Run Devil Run"             |
| 2010  | 9 avril      | "Run Devil Run"             |
| 2010  | 5 novembre   | "Hoot"                      |
| 2010  | 12 novembre  | "Hoot"                      |
| 2010  | 19 novembre  | "Hoot"                      |
| 2010  | 26 novembre  | "Hoot"                      |
| 2010  | 3 décembre   | "Hoot"                      |
| 2011  | 28 octobre   | "The Boys"                  |
| 2011  | 4 novembre   | "The Boys"                  |
| 2011  | 11 novembre  | "The Boys"                  |
| 2011  | 18 novembre  | "The Boys"                  |
| 2011  | 25 novembre  | "The Boys"                  |
| 2011  | 2 décembre   | "The Boys"                  |
| 2013  | 11 janvier   | "I Got a Boy"               |
| 2013  | 18 janvier   | "I Got a Boy"               |
| 2013  | 25 janvier   | "I Got a Boy"               |
| 2014  | 14 mars      | "Mr.Mr."                    |
| 2015  | 17 juillet   | "Party"                     |
| 2015  | 28 août      | "Lion Heart"                |
| 2015  | 4 septembre  | "Lion Heart"                |
| 2015  | 11 septembre | "Lion Heart"                |
| 2015  | 18 septembre | "Lion Heart"                |

### The Show
| Année | Date       | Chanson      |
| ----- | ---------- | ------------ |
| 2015  | 14 juillet | "Party"      |
| 2015  | 25 août    | "Lion Heart" |

### Show Champion
| Année | Date       | Chanson      |
| ----- | ---------- | ------------ |
| 2014  | 12 mars    | "Mr.Mr.",    |
| 2014  | 19 mars    | "Mr.Mr.",    |
| 2015  | 15 juillet | "Party"      |
| 2015  | 26 août    | "Lion Heart" |

### Show! Music Core
| Année | Date         | Chanson      |
| ----- | ------------ | ------------ |
| 2014  | 15 mars      | "Mr.Mr.",    |
| 2014  | 22 mars      | "Mr.Mr.",    |
| 2015  | 18 juillet   | "Party"      |
| 2015  | 29 août      | "Lion Heart" |
| 2015  | 19 septembre | "Lion Heart" |